# (494) Virtus
(494) Virtus es un asteroide perteneciente al cinturón de asteroides descubierto el 7 de octubre de 1902 por Maximilian Franz Wolf desde el observatorio de Heidelberg-Königstuhl, Alemania.
Está nombrado por Virtus, una diosa de la mitología romana.